# Диалект Ханчжоу
Диалект Ханчжоу (кит. упр. 杭州话, пиньинь Hángzhōuhuà) — диалект китайского языка, распространённый в городе Ханчжоу и его окрестностях, за исключением удалённых территорий, таких как Сяошань и Юйхан (оба первоначально были уездными городами, а теперь являются районами в составе города Ханчжоу). Число носителей примерно составляет от 1,2 до 1,5 миллионов человек. Входит в состав диалектной группы у, относится к Сино-тибетской языковой семье.
Диалект Ханчжоу представляет интерес для специалиствов по исторической китайской фонологии и диалектологов, поскольку фонологически он имеет большое сходство с другими диалектами у, однако грамматически и лексически демонстрирует многие тенденции путунхуа. Хотя диалект Ханчжоу имеет основные характеристики диалектной группы у, несколько волн миграции с севера, представленных перемещением на юг правящего центра династии Сун, привели к тому, что местная языковая система претерпела значительные изменения и постепенно приобрела особый характер в регионе Цзяннань.
Диалект Ханчжоу классифицируется как «развивающийся» язык и соответствует пункту 5 шкалы EGIDS (Expanded Graded Intergenerational Disruption Scale), что означает, что он всё ещё активно используется, но его письменная форма не носит устойчивого харакетра, а также не распространена широко.

## Географическое распространение
Диалект Ханчжоу простирается от района Сяша на востоке до реки Цянтан на юге. Число носителей ханчжоуского языка за границей, в том числе в Нью-Йорке, неизменно растёт.
На диалекте Ханчжоу говорят в основном в городских районах Ханчжоу, включая районы городского подчинения Гуншу, Шанчэн, Сячэн, район городского подчинения Цзянгань, городской округ и семь деревень в Сиху, и в части района городского подчинения Биньцзян.

## Фонетика и фонология
|                | Передний ряд | Средний ряд | Задний ряд |
| -------------- | ------------ | ----------- | ---------- |
| Верхний подъём | [i] y        | ï ÿ         | u          |
| Верхний подъём | ö            |             | o          |
| Средний подъём | e            |             |            |
| Нижний подъём  | œ            |             | ô          |
| Нижний подъём  | a            |             |            |

### Инициали
|             |                  | Губные | Зубные/Альвеолярные | Альвеолярно-палатальные | Заднеязычные | Глоттальные |
| ----------- | ---------------- | ------ | ------------------- | ----------------------- | ------------ | ----------- |
| Носовые     | Носовые          | m      | n                   | ɲ                       | ŋ            |             |
| Взрывные    | непридыхательные | p      | t                   |                         | k            | ʔ           |
| Взрывные    | придыхательные   | pʰ     | tʰ                  |                         | kʰ           |             |
| Взрывные    | звонкие          | b      | d                   |                         | ɡ            |             |
| Аффрикаты   | непридыхательные |        | ts                  | tɕ                      |              |             |
| Аффрикаты   | придыхательные   |        | tsʰ                 | tɕʰ                     |              |             |
| Аффрикаты   | звонкие          |        | dz                  | dʑ                      |              |             |
| Фрикативные | глухие           | f      | s                   | ɕ                       |              | h           |
| Фрикативные | звонкие          | v      | z                   |                         |              | ɦ           |
| Боковые     | Боковые          |        | l                   |                         |              |             |

### Финали
|                         | Переднего ряда | Переднего ряда | Среднего ряда | Заднего ряда |
| Неогубленные            | Огубленные     |                | Среднего ряда | Заднего ряда |
| ----------------------- | -------------- | -------------- | ------------- | ------------ |
| Верхнего подъема        | /i/            | /y/            |               | /u/          |
| Средне-верхнего подъема | /e/            |                |               | /o/          |
| Средне-нижнего подъема  | /ɛ/            |                | /ə/           | /ɔ/          |
| Нижнего подъема         |                |                | /a/           |              |

| Финаль  | Финаль  | Нижнего подъёма | Нижнего подъёма | Нижнего подъёма | Носовые | Носовые | Носовые | Глоттальные | Глоттальные | Глоттальные |
| Медиаль | Медиаль | ∅               | j               | w~ʮ             | ∅       | j       | w~ʮ     | ∅           | j           | w~ʮ         |
| ------- | ------- | --------------- | --------------- | --------------- | ------- | ------- | ------- | ----------- | ----------- | ----------- |
| Ядро    | i       | i               |                 |                 | iɲ      |         |         | jɛʔ         |             |             |
| Ядро    | y       | y               |                 |                 | yɲ      |         |         | ɥɛʔ         |             |             |
| Ядро    | u       | u               |                 |                 |         |         |         |             |             |             |
| Ядро    | e       | ei              |                 | wei             |         |         |         |             |             |             |
| Ядро    | o       | ou              | jo              | wo~ʮo           | oŋ      | joŋ     |         | oʔ          | joʔ         |             |
| Ядро    | ɛ       | ɛ               | jɛ              | wɛ~ʮɛ           |         |         |         |             |             |             |
| Ядро    | ə       |                 |                 |                 | ən      |         | wən~ʮən |             |             |             |
| Ядро    | ɔ       | ɔ               | jɔ              |                 |         |         |         |             |             |             |
| Ядро    | a       | a               | ja              | wa~ʮa           | ã       | jã      | wã~ʮã   | aʔ          |             | waʔ~ʮaʔ     |

Слоговые окончания: [z̩] [z̩ʷ] [m̩] [ŋ̩] [l̩]

### Фонологические особенности

#### Минимальные пары
В диалекте Ханчжоу билабиальные фрикативы [ɸ] и [β] являются аллофонами билабиальных фрикативов /f/ и /v/ после [u].
| Иероглиф | МФА     | Значение |
| -------- | ------- | -------- |
| 符       | [βu334] | символ   |
| 付       | [ɸu213] | платить  |

Гласные /y/ и /ʏ/ противопоставлены.
| Иероглиф | МФА    | Значение          |
| -------- | ------ | ----------------- |
| 流       | [lʏ13] | движение жидкости |
| 虑       | [ly13] | обеспокоенность   |

#### Глоттализация носовых и боковых инициалей
Некоторые из носовых и боковых инициалей глоттализуются.
| Иероглиф | МФА     | Значение     |
| -------- | ------- | ------------ |
| 缕       | [ʔlɪ53] | тонкая линия |
| 你       | [ʔni53] | ты, вы       |
| 我       | [ʔŋo13] | я            |
| 奶       | [ʔnE53] | бабушка      |

### Тоны
Тональная система диалекта Ханчжоу похожа на тональную систему диалекта Сучжоу, поскольку некоторые слова с тоном shàng в среднекитайском языке слились с тоном «инь-цюй». Поскольку разделение тонов, восходящее к среднекитайскому языку, по-прежнему зависит от звонкости начального согласного, они представляют собой всего три фонематических тона: пинь, шан и цюй (жу фонемно не имеет тона).
| Номер тона | Название тона    | Рисунок тона | Описание                                   |
| ---------- | ---------------- | ------------ | ------------------------------------------ |
| 1          | yin ping (陰平)  | ˧˨˧ (323)    | Высокий ровный                             |
| 2          | yang ping (陽平) | ˨˩˨ (212)    | Восходящий (от среднего уровня к высокому) |
| 3          | shang (上)       | ˥˩ (51)      | Нисходящий                                 |
| 4          | yin qu (陰去)    | ˧˦ (334)     | Средний понижающийся, а затем восходящий   |
| 5          | yang qu (陽去)   | ˩˧ (113)     | Восходяще-нисходящий                       |
| 6          | yin ru (陰入)    | ˥ʔ (5)       | Высокий ровный                             |
| 7          | yang ru (陽入)   | ˩˨ʔ (12)     | Восходящий (от низкого уровня к среднему)  |

В диалекте Ханчжоу тон слога будет меняться не только под влиянием соседних тонов, но и из-за особенностей построения фразы.

## История
Самым важным событием, повлиявшим на диалект Ханчжоу, стало основание города Линьань, столицы Южной Сун. Когда в 1127 году Северная Сун была завоевана государством Цзинь (1115—1234), большое количество беженцев устремилось на территорию современного Ханчжоу, говоря преимущественно на севернокитайском язык, распространеенном в провинции Хэнань. В течение 30 лет, по свидетельствам современников, число беженцев в Ханчжоу превышало число местных жителей. Это привело к влиянию севернокитайского языка на произношение, лексику и грамматику диалекта Ханчжоу.
Дальнейшее влияние севернокитайского языка произошло после свержения династии Цин в 1912 году. Местные маньчжурские гарнизоны были распущены, в результате чего население пополнилось значительным числом носителей пекинского диалекта.
Из-за частой торговли и общения между Ханчжоу и Шаосином на диалект Ханчжоу также оказал влияние шаосинский диалект.
В последние годы, в связи с распространением путунхуа, жизнеспособность диалекта Ханчжоу снижается.